# JAC Motors
JAC Motors Company (en chino: 安徽江淮汽车股份有限公司, Anhui Jianghuai Automobile Co., Ltd.) es un fabricante chino de propiedad estatal, dedicada a la fabricación de automóviles, vehículos de carga y transporte comercial ligeros.
La sede principal de la compañía se sitúa en la ciudad de Hefei, en la provincia de Anhui, China. La empresa produjo cerca de 3.445.000 unidades en el año 2021.
La compañía se encuentra presente en más de 100 países de Europa, Asia, África, América del Norte y América del Sur.

## Historia
Fundada en 1964 como la Fábrica de Automóviles de Jianghuai en Hefei, su nombre sería cambiado mucho después al de Anhui Jianghuai Automobile Co. Ltd. en 1997. La compañía sale a bolsa en una IPO en la Bolsa de valores de Shanghái en el año 2001.
JAC ha manufacturado históricamente sólo camiones y vehículos comerciales (primero bajo la marca Jianghui), pero la serie de MPV y de SUVs aparecen bajo el nombre "JAC" ya en la década del 2000. Para el 2007, la compañía se ha ganado el apoyo gubernamental, así como obtuvo la licencia para la producción de vehículos de transporte de pasajeros, empero, se continuaron refiriendo a ésta como un mero productor de camiones. Cuando se conoció en el exterior que JAC habría dejado por momentos su único nicho productivo, de inmediato firmas como la Hyundai Motor le extendieron la mano y le brindaron apoyo tecnológico para la producción de vehículos de pasajeros. Para inicios del 2003, ésta inicia el ensamblaje de minivanes Hyundai hasta ser detenida dicha línea en el 2007. Al menos dos modelos basados en líneas y tecnologías obtenidas de la Hyundai se continuaron produciendo por JAC después de que el acuerdo de cooperación fuera cancelado totalmente, y una MPV y una SUV actualmente usan partes de la carrocería muy semejantes a las de la Hyundai H-100 y de la Hyundai Santa Fe, pero con motores de manufactura local. Hyundai exploró la opción de retomar dicho acuerdo, pero bajo la figura de un joint venture en el 2004, pero dicho plan fue prematuramente descartado.
En un reciente evento que tuvo lugar en el 2009, el gobierno chino decidió que darían prontas indicaciones para que la industria automovilística china creciese de mano sólo china, y sin dependencia exclusiva de productores extranjeros, y que continuaría dando apoyo para la consolidación de la China a nivel internacional con sus automóviles, y que dicho por los analistas; esto sería liderado por las firmas insignia, JAC Motors y Chery en su posible fusión, y aprovechando su cercanía geográfica, ya que ambas se encuentran ubicadas en la provincia de Anhui. Según los analistas, la fusión de dichas marcas sería bastante lógica en apariencia: Chery principalmente produce coches de pasajeros y JAC está enfocada en la producción enteramente de camiones y de otros vehículos de carga. Siendo así, la JAC ha manifestado que esta afirmación está aún no muy clara y que no están interesados en la consolidación y/o fusión de sus operaciones, ya que la fábrica de Chery sería el ente absorbente en dicha y promiscua fusión, por ser más grande. A partir del 2010, JAC se ha concentrado más en el desarrollo de vehículos de pasajeros, y a fines de ese año lanzó oficialmente un prototipo de un vehículo eléctrico y hasta ahora ha hecho esfuerzos en procura del ocultamiento de la famosa y rumorada fusión.
Sus ventas en el 2009 llegaron a las 300 000 unidades, en las que se incluyen otras 12,100 hechas en otras naciones.
En el 2010, se consolidó en el top de firmas más productivas en el ramo de vehículos de pasajeros en China, al vender unas 458 500 unidadess, consiguiendo una participación del 2,5% del mercado llegando a ubicarse en la 8.ª posición del mercado local. Después, JAC cayó una posición en el 2011, al llegar cercanamente a los 500 000 vehículos, y en el invierno del 2012 una caída en sus unidades producidas, de unas 445 000, le hicieron perder otro escalafón en los rankings de producción. La capacidad estimada de producción para el año es de más de 500 000 unidades.
En 2013 fue uno de los diez fabricantes de vehículos más productivos de China, vendiendo 458.500 unidades, lo que representa una cuota de mercado del 2,5%, y alcanzando el octavo puesto. JAC bajó un puesto al noveno en 2011, fabricando casi 500.000 vehículos, y en 2012 una caída en las unidades producidas a alrededor de 445.000 precipitó a la compañía a bajar un peldaño más, al décimo lugar. La capacidad de producción estimada es de más de 500.000 unidades/año a partir de 2009.
En 2014, JAC Motors anunció la adquisición total de JAC Group, La nueva empresa cotizaría en la bolsa como JAC Motors, pero operaría bajo el nombre de JAC Group.
En 2016, JAC firmó un acuerdo con DR Automobiles para exportar sus vehículos a Italia. Los modelos JAC fabricados en China volverán a ser homologados por DR según las normas europeas de seguridad y anticontaminación y se venderán con la insignia DR. Los primeros coches importados a Italia son el JAC Refine S3 rebautizado como DR4 (o EVO 4) y el JAC iEV40 vendido como DR Evo Electric (o EVO 3 Electric).

### Cooperación con Volkswagen
En 2017, JAC y el Grupo Volkswagen anunciaron una empresa conjunta para producir automóviles eléctricos para el mercado chino con la marca SEAT, En abril de 2018 nació oficialmente la empresa conjunta JAC-Volkswagen, que sin embargo opera a través de la nueva marca Sol, y ya no SEAT. El primer producto es el vehículo SOL E20X, un crossover eléctrico fruto de una ingeniería basada en el JAC iEV40 (también llamado JAC Refine S2 EV) con un frontal rediseñado por el centro de estilo de SEAT en España.
En 2020, Volkswagen Group firma cartas de intención entre Volkswagen (China) Investment Co. Ltd. y el Gobierno de la provincia de Anhui, para el aumento de la participación del Grupo Volkswagen en la empresa conjunta JAC Volkswagen, del 50% actual al 75%. Una transición que también requiere inversión en JAG (JAC Holding Group), la empresa matriz de JAC y propiedad del Gobierno de Anhui. El acuerdo entre las partes, sujeto a las aprobaciones regulatorias habituales, Prevé una inversión de un importe equivalente a mil millones de euros y debería concluirse a finales de año. Volkswagen también adquiriría el 50% de JAG (la empresa matriz de JAC).
El Grupo Volkswagen posee una participación del 75% de Volkswagen Anhui, mientras que el Grupo JAC posee una participación del 25%. El Grupo Volkswagen también poseía el 50% de JAC Holding Group (JAG), la empresa matriz de JAC Group, lo que significa que el Grupo Volkswagen también posee una participación del 14,09% del Grupo JAC. Como resultado, el porcentaje de propiedad del Grupo Volkswagen en Volkswagen Anhui alcanza actualmente el 78,52%.

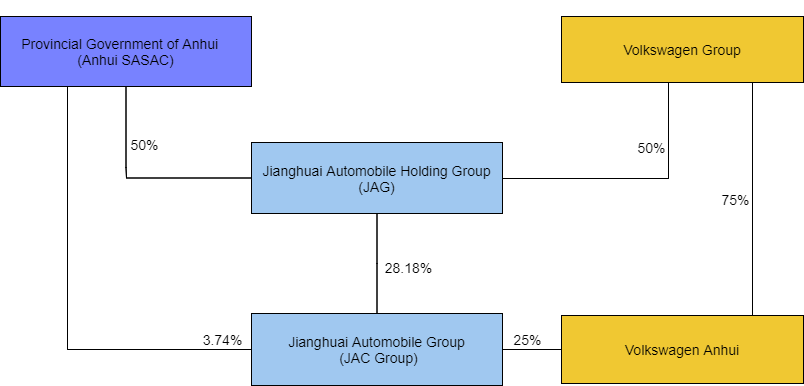
La estructura del Grupo JAC en 2023

### OEM para NIO
En abril de 2016, NIO y JAC Group firmaron un acuerdo de cooperación de fabricación, confirmando preliminarmente un objetivo de producción y ventas de 50.000 vehículos al año durante un período de 5 años.
En 2018, se lanzó oficialmente el primer modelo producido en serie de NIO, el NIO ES8, fabricado por JAC.
En marzo de 2021, NIO y JAC Group establecieron Jianglai Advanced Manufacturing Technology (Anhui) Co., Ltd., y cada parte tendrá una participación del 50% en la empresa conjunta. En el mismo mes, ambas empresas acuerdan extender el contrato de fabricación hasta mayo de 2024. Como parte de la renovación del acuerdo, NIO pagó a JAC 1.200 millones de CNY por la ampliación de los servicios de fabricación por contrato.
En diciembre de 2023, NIO anunció la adquisición de las fábricas de JAC que fabrican vehículos NIO por un precio de 3.158 millones de CNY, lo que marca el final del OEM para NIO.
Desde el inicio de la asociación OEM, NIO ha pagado a JAC la cantidad de CNY 223 millones, CNY 441 millones, CNY 532 millones, CNY 715 millones y CNY 1.127 millones en los años 2018 a 2022 respectivamente. Durante el período de cinco años, el monto total pagado por servicios de fabricación por contrato alcanzó una suma sustancial de CNY 3.038 millones.
El 11 de enero de 2024, JAC firmó acuerdos marco de cooperación estratégica con Nio para establecer cooperación en estándares de baterías, tecnología de intercambio de baterías, construcción de redes de servicios de intercambio de baterías y operación.

### Asociación con Huawei
En diciembre de 2023, JAC anunció que había firmado un acuerdo de cooperación con Huawei. Las dos partes colaborarán en la fabricación, ventas, y servicios para desarrollar vehículos eléctricos prémium basados en las soluciones automotrices inteligentes de Huawei.
En agosto de 2024, en la conferencia de lanzamiento del Stelato S9, Huawei anunció oficialmente la cuarta marca de HIMA colaborada con JAC, el Maextro (chino: 尊界). El primer vehículo, Maextro S800, está previsto que salga de la línea de producción a finales de 2024 y se lanzaría en la primera mitad de 2025.

## Productos

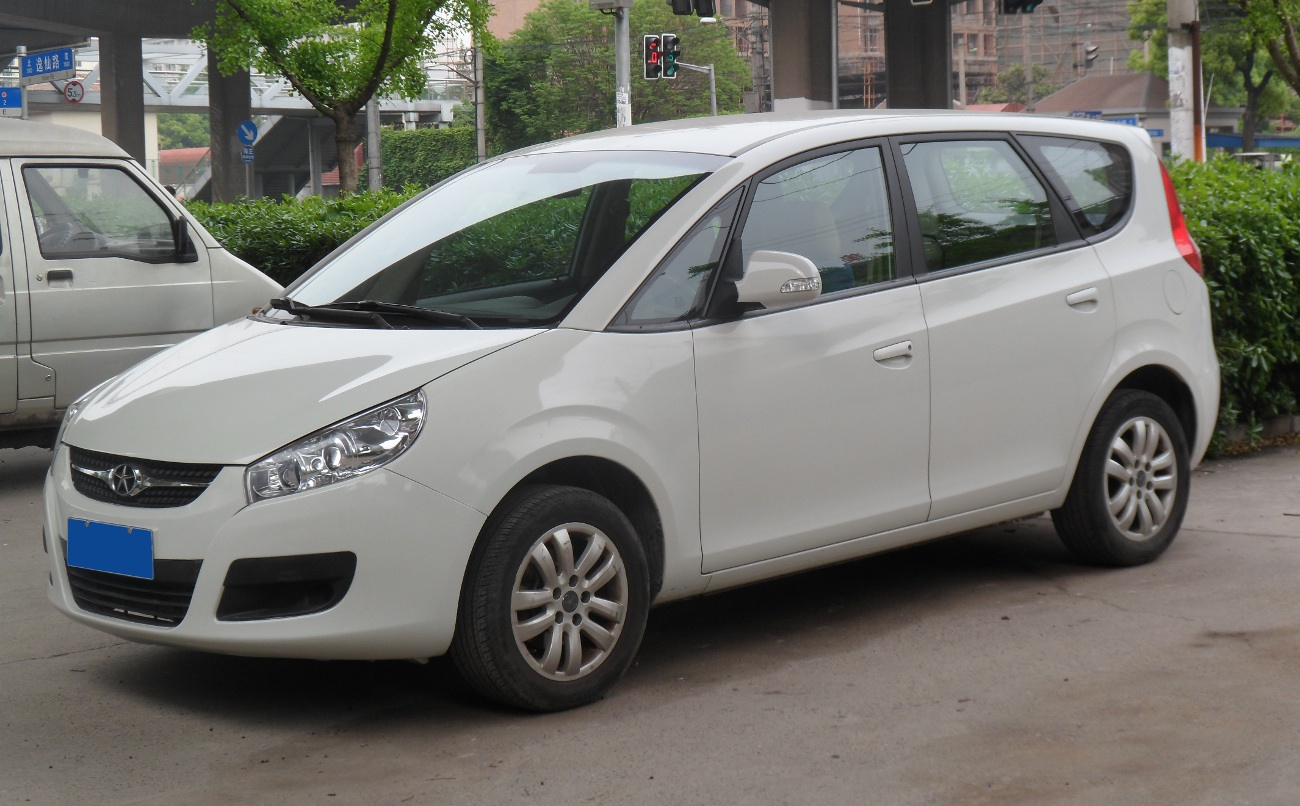
JAC Heyue RS

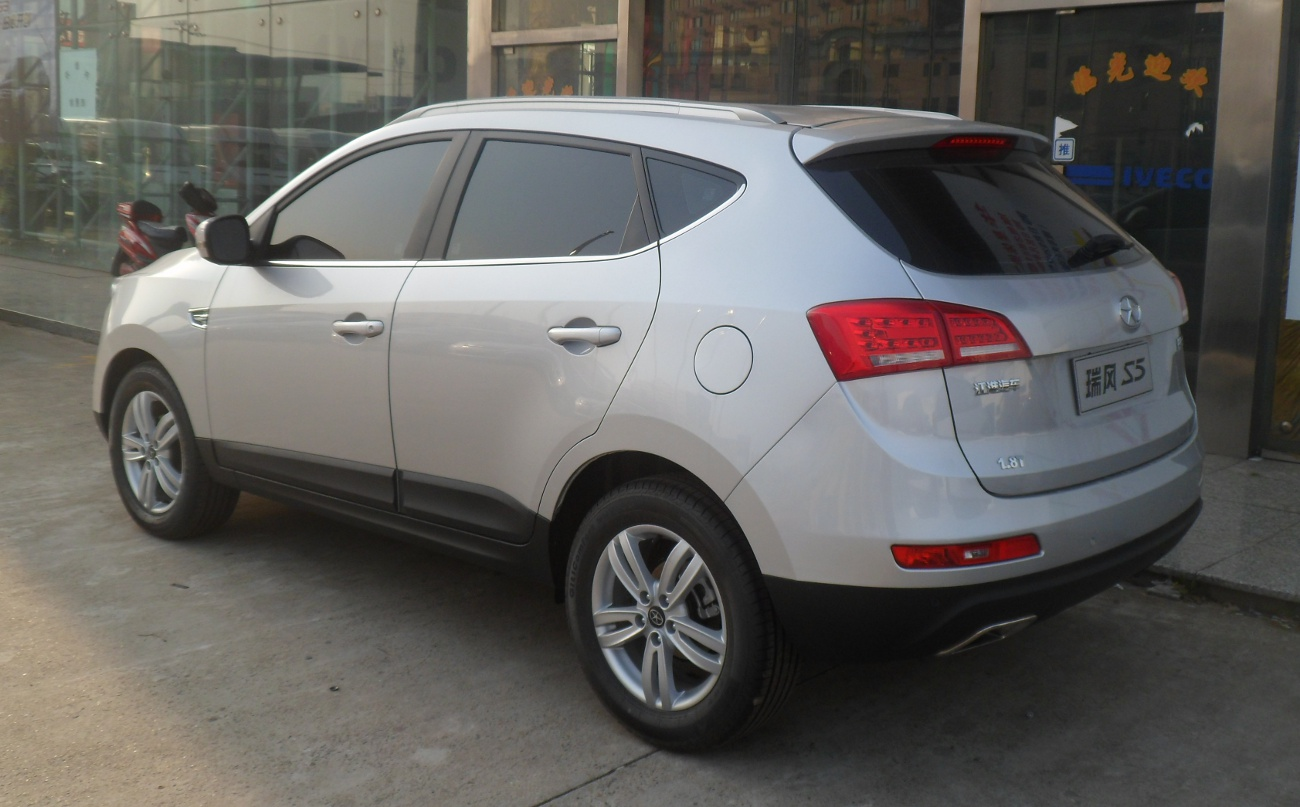
JAC Refine S5

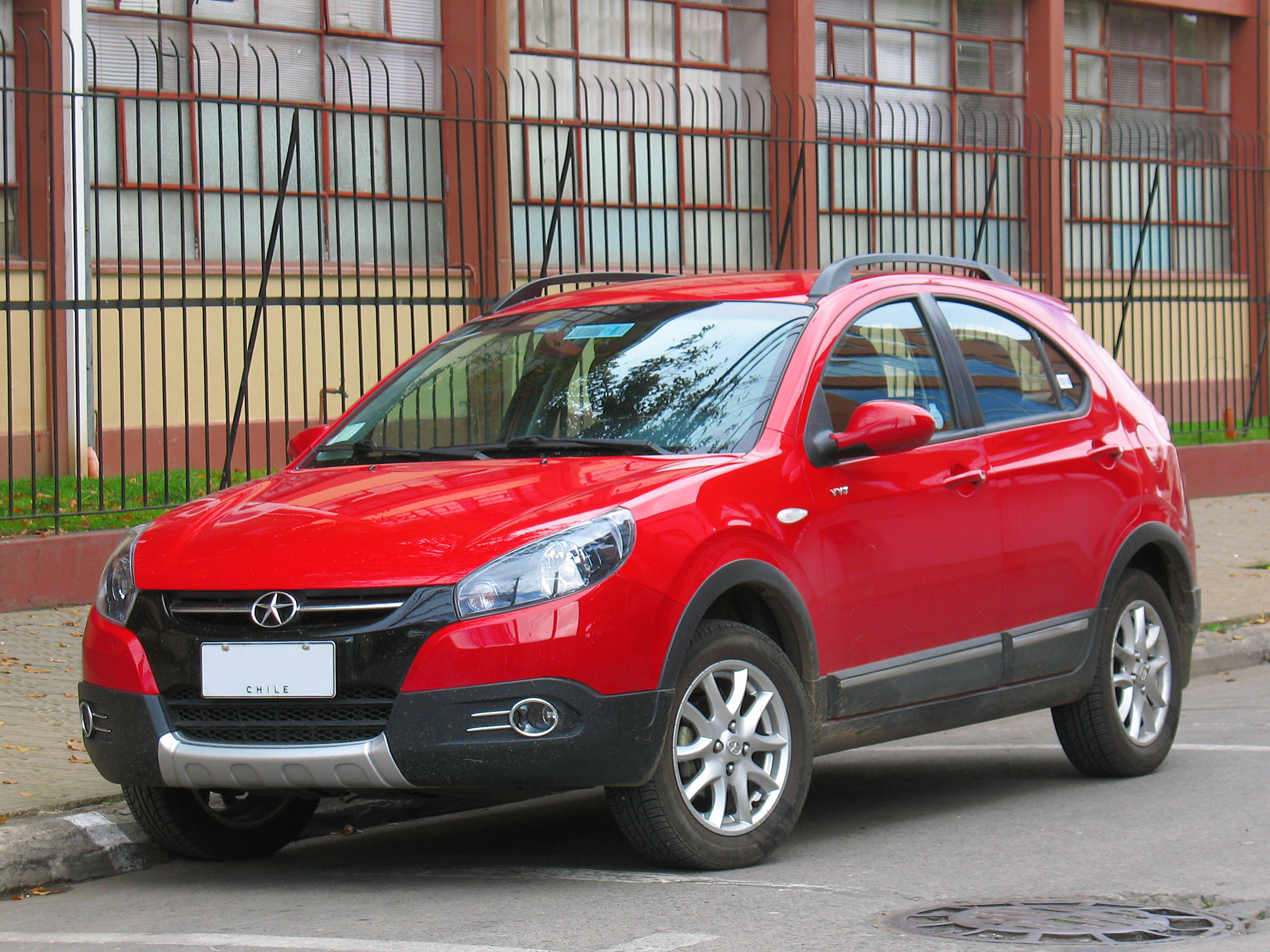
JAC J3 Cross

La firma JAC ahora cuenta con una serie de modelos más amplia que va desde los modelos de servicio comercial hasta los coches ultracompactos. Algunos de sus modelos pueden considerarse como fuera de los estándares, gracias a sus diseños avanzados. En el 2009, un coche de ciudad; diseñado por el buró de diseños de Pininfarina, y denominado JAC Tojoy, ganó numerosos premios incluyendo el galardón J.D. Power China Automotive Performance, Execution and Layout (APEAL).
En los años 2000, su modelo insignia sería la serie de MPV Refine (Ruifeng en chino). El modelo del año 2004 de la Ruifeng, la Ruifeng Gold 2004 dispone de hasta un 60% de componentes hechos en China.

### Vehículos eléctricos
Desde agosto del 2010, la firma JAC planifica fabricar coches de impulsión eléctrica o modelos de propulsión híbrida sobre la base de los modelos de sus vehículos que ya se están fabricando o sobre la base de modelos que aún están en la fase de prototipo. China subsidia el uso de derivados del petróleo (lo que es un gran incentivo para que el estado promueva el uso y la producción de coches eléctricos), en este ramo los fabricantes automovilísticos de la China ven grandes oportunidades, pero sus desarrollo en este tipo de automóviles es muy inmaduro, con respecto a modelos de manufactura occidental y del mismo continente, como en el caso de la India, que ya dispone de un modelo bastante exitoso sobre la base de propulsión por electricidad (el REVA).
JAC J3 EV (iev)
Un modelo de JAC actualmente en producción con base a dicho sistema de propulsión es el JAC J3 EV y es el primer vehículo de propulsión íntegramente eléctrica de JAC, el cual cuenta con una autonomía de 130 kilómetros (81 mi), y salió al mercado únicamente en China en el 2010. Durante el periodo 2010-2011 un total de 1,583 de entre vehículos de primera y segunda generación de dicho modelo fueron vendidos en China continental. Se espera que una tercera generación de dicho coche, denominada JAC J3 iev; sea exhibida para septiembre del 2012. Las ventas acumuladas de todas las generaciones llegaron a las 4068 unidades para diciembre del 2012. Durante este mismo año, el J3 EV sería el segundo mejor vendido de entre los coches eléctricos en el mercado de la China, tras el Chery QQ3 EV.
JAC E10X
Un modelo de JAC fue lanzado en Asia bajo la marca Sehol e10x (una división creada en 2018 en conjunto por JAC Motors y el Grupo Volkswagen) y en países de Centroamérica con el nombre JAC E-JS1 y en otros países como México y Colombia fue lanzado con el nombre JAC e10x. Utiliza la plataforma del JAC iEV6, que a su vez es la misma del JAC S2 Urban que se vendió en nuestro país hace algunos años.
se mueve al tenor de un motor eléctrico síncrono de imanes permanentes, ubicado adelante y con 60 hp de potencia máxima a 11.000 rpm, así como un torque instantáneo de 150 Nm. La batería de litio-ferrofosfato (LFP) ofrece 31,4 kWh de capacidad, permitiendo una autonomía de hasta 360 kilómetros bajo una conducción ecológica. Entre tanto, en manejo urbano puede dar hasta 302 km de rango.

## Operaciones
La firma JAC cuenta con tres centros de R&D, uno en Hefei, capital de Anhui, y es complementado por dos centros por fuera del continente, estos centros tiene por sede uno que se ubica en Turín, Italia, y el otro tiene por sede en la ciudad de Tokio, Japón. la planta de Hefei puede llegar a fabricar hasta 40,000 unidades por año de su producto cumbre: Los camiones de carga ligera/pesada; que se dice por cierto grupo de expertos consultados, podría escindirse en una rama aparte pero aún con relaciones a la casa matriz en el 2012 y que su ubicación se retenga aún en la localidad de Hefei. Los datos sobre la capacidad de producción no están muy publicitados, por lo que divulgar una cifra exacta de su producción podría hacerse sólo si la misma empresa decide publicar dicha información, siendo muy discreta esta firma en dicho aspecto.[cita requerida]

## Empresas conjuntas
JAC anunció una serie de joint-ventures o empresas conjuntas, dos que serían realizados próximamente con las firmas Navistar International Corporation y con NC2 Global (esta a su vez es un joint-venture entre Caterpillar y Navistar) el 16 de septiembre de 2010. El joint-venture NC2 iniciará sus labores con la manufactura de camiones para trabajos pesados y sus partes, mientras que el joint venture con la firma Navistar se encargará de construir camiones de capacidad media a pesada de tipo diésel y sus motores en territorio de la China, siendo las partes provistas así como los servicios adicionales por Navistar. Estas dos nuevas empresas estarán situadas en las proximidades en donde JAC también está ubicada.

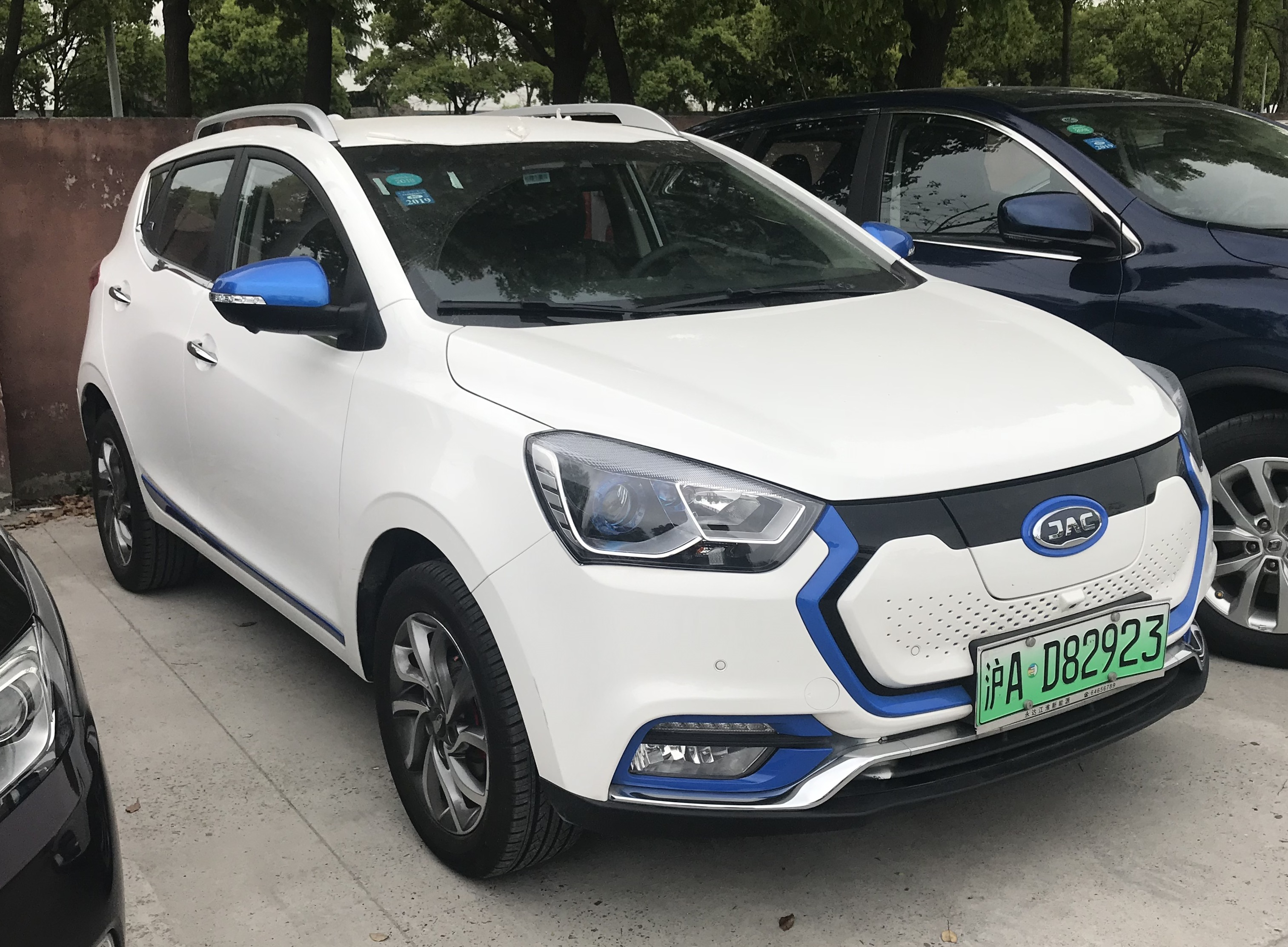
JAC iEV7S modelo eléctrico

En 2017 JAC Motors llega a un acuerdo con el Grupo Volkswagen vinculando a SEAT para vender vehículos eléctricos en china, creando en 2018 la nueva marca Sol (automóvil) que se presenta en el Salón del Automóvil de Pekín con un primer modelo basado en el JAC iEV7S, el nuevo modelo se llama SOL EX20.

## Ventas fuera de China

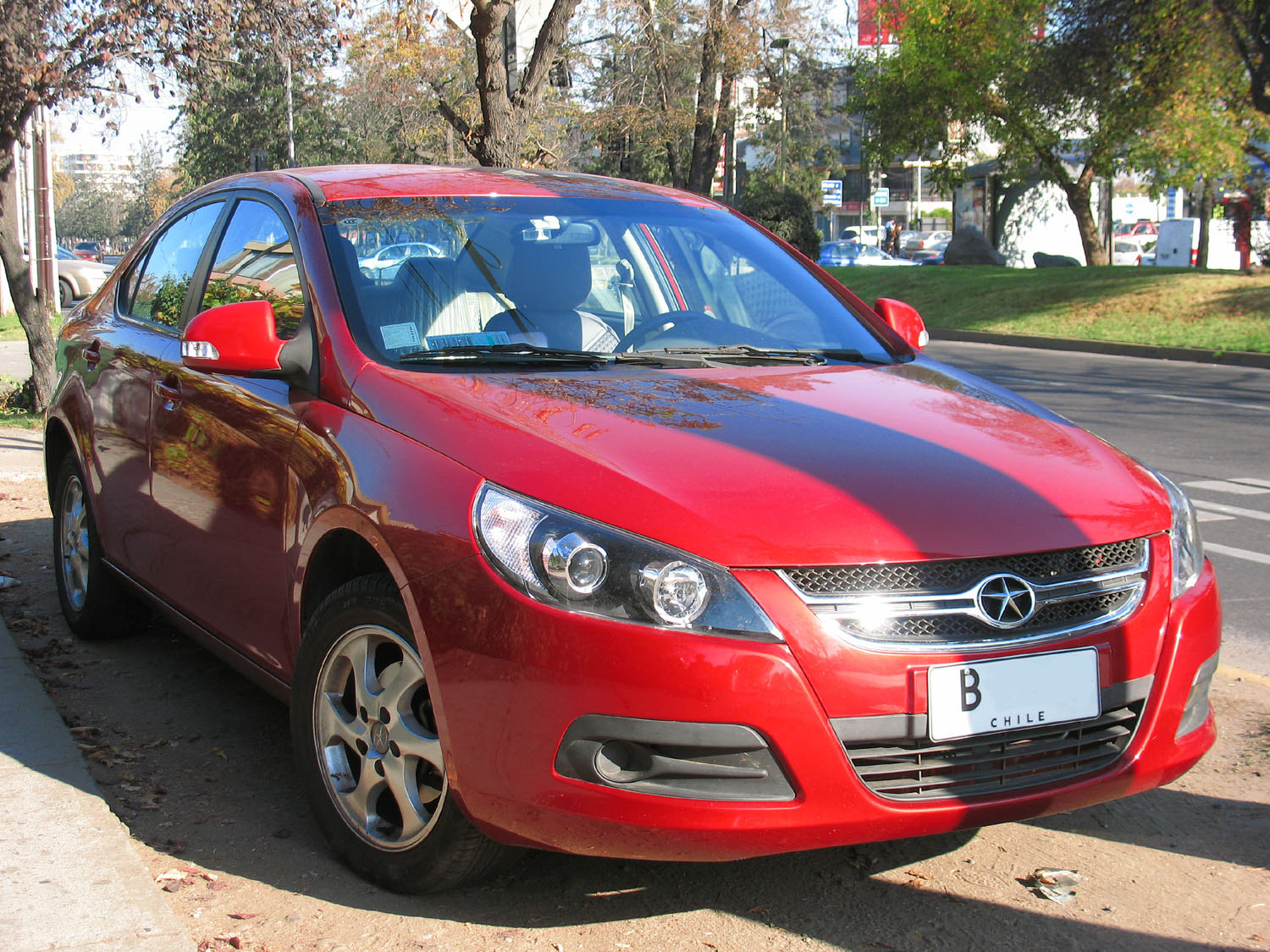
JAC B15 Veloce de 2011 en Chile.

Desde que comenzara a exportar parte de su producción desde 1990 (a Bolivia), los productos de JAC son comercializados en más de 100 países. Los camiones de carga ligeros son uno de sus productos más populares, debido a su bajo costo frente a la competencia (como la serie Isuzu Elf o la Mitsubishi FUSO). Algunos de sus productos son exportados en la forma de conjuntos CKD, los cuales son ensamblados en las plantas que la firma ha construido por fuera de la China, en países donde sostiene estrechos lazos comerciales, como en Egipto, Etiopía, y Vietnam. En el 2010, la posibilidad de construir y/o retomar una planta que se supone está abandonada en Eslovaquia está aún en discusión. Algunas de las plantas no están necesariamente en manos de la firma directamente o son afiliadas a las actividades industriales de JAC. Las exportaciones de conjuntos CKD son llevadas a cabo de manera ininterrumpida, puesto que le dan a la firma la posibilidad de ganarse el accesso a desarrollarse en otros mercados sin el costo adicional por el establecimiento de factorías o de redes de servicios postventa.
En el 2009, JAC inicia una joint-venture con uno de sus distribuidores en Brasil, el grupo SHC. A inicios del año 2011, esta firma ya tenía una lista de espera por más de 10.000 órdenes desde el mercado de camiones brasilero por medio de la red de su nuevo asociado. En el 2009, la JAC anunció que tenía planes para construir una facilidad de producción en el Brasil, la primera en continente sudamericano. Se dijo en el mismo año que, de construirse dicha planta la sede de la misma se haría en el estado de Bahia, que sería edificada en asocio con el Grupo SHC, y el cual proveería hasta un 80% del capital inicial para la construcción e inicio de dicha factoría.
Desde su entrada al mercado colombiano, JAC ha sido uno de los más activos partícipes por sus productos de muy buena relación costo/utilidad, en el mercado de los camiones y vehículos de uso comercial, y se ha situado en los 20 primeros escalafones de dicho mercado en el 2012.
En el 2017, JAC inició un joint-venture con la empresa Giant Motors Latinoamérica para abrir una planta de fabricación de vehículos en México, en marzo del mismo se inauguró la planta en la ciudad de Sahagún, Hidalgo así ingresando al mercado mexicano inicialmente solo con los modelos Sei S2 (S2) y Sei S3 (S3), Los autos de JAC empezaron a comercializarse a finales de marzo en la primera agencia de la marca, ubicada en Lomas Verdes, en el Estado de México, y en seis meses la automotriz ya vendió 350 vehículos. Desde 2018 empezaron a fabricar el sedan J4 siendo el primer vehículo de este segmento en ser comercializado en el país por la marca.
Uno de los referentes latinoamericanos, que ha sido representada por Grupo CODACA, ellos han incurcionado agresivamente en el mercado de camiones siendo los primeros en desarrollar camiones eléctrios N55, y uno de los primeros clientes es PepsiCo. Esto habla sobre la confianza que muchas empresas están teniendo en la marca y la posición que está desarrollando a lo largo de los años.

## Responsabilidad social corporativa
Las actividades de Responsabilidad social corporativa de JAC Motors incluyen las donaciones en apoyo a la reforestación y la preservación de bosques, así como en la asistencia educativa y el apoyo de los programas de becas y oportunidades de estudios para el pobre y/o desamparado.

### Imagen Corporativa

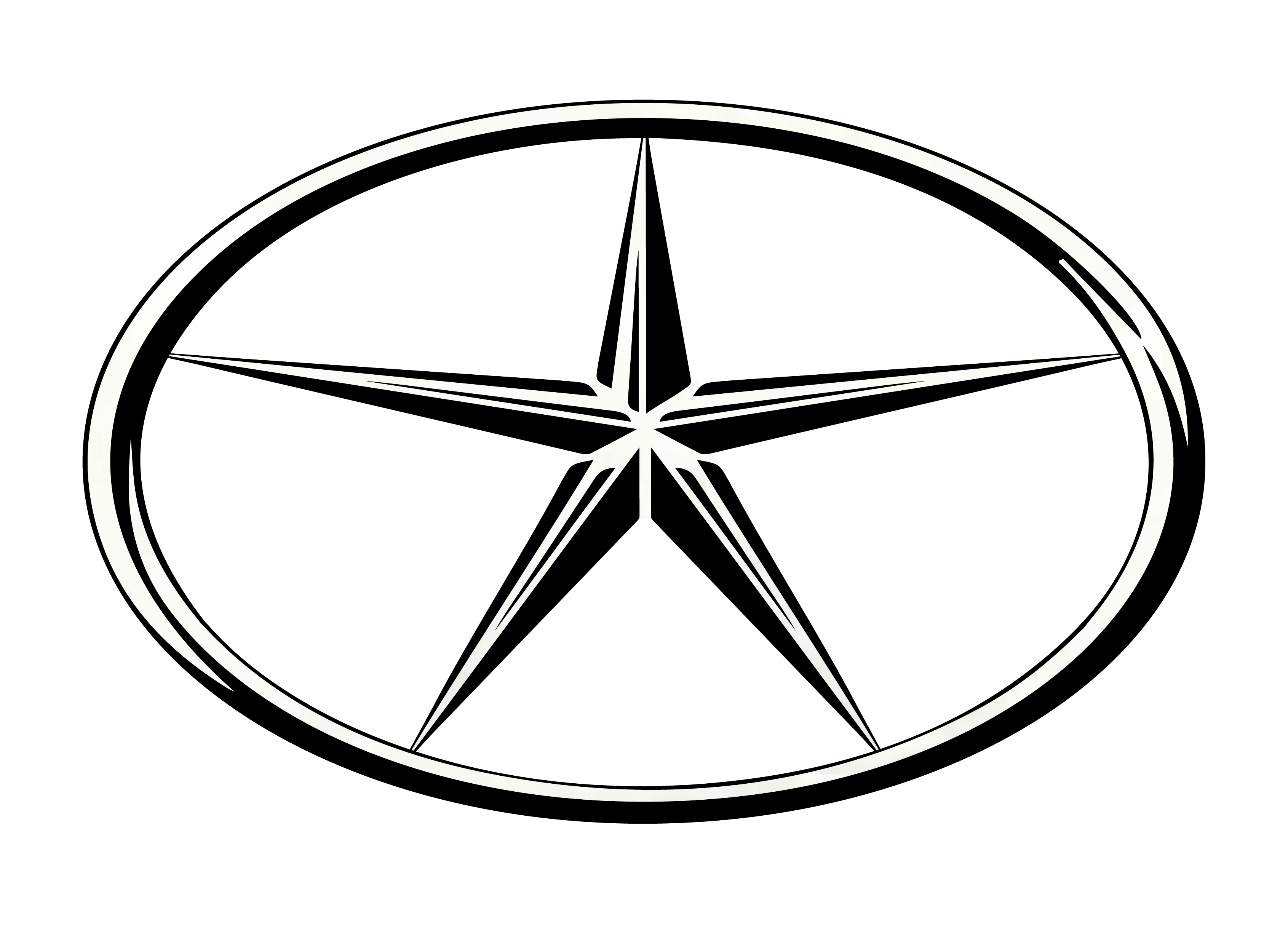
Logo con la estrella de cinco puntas.
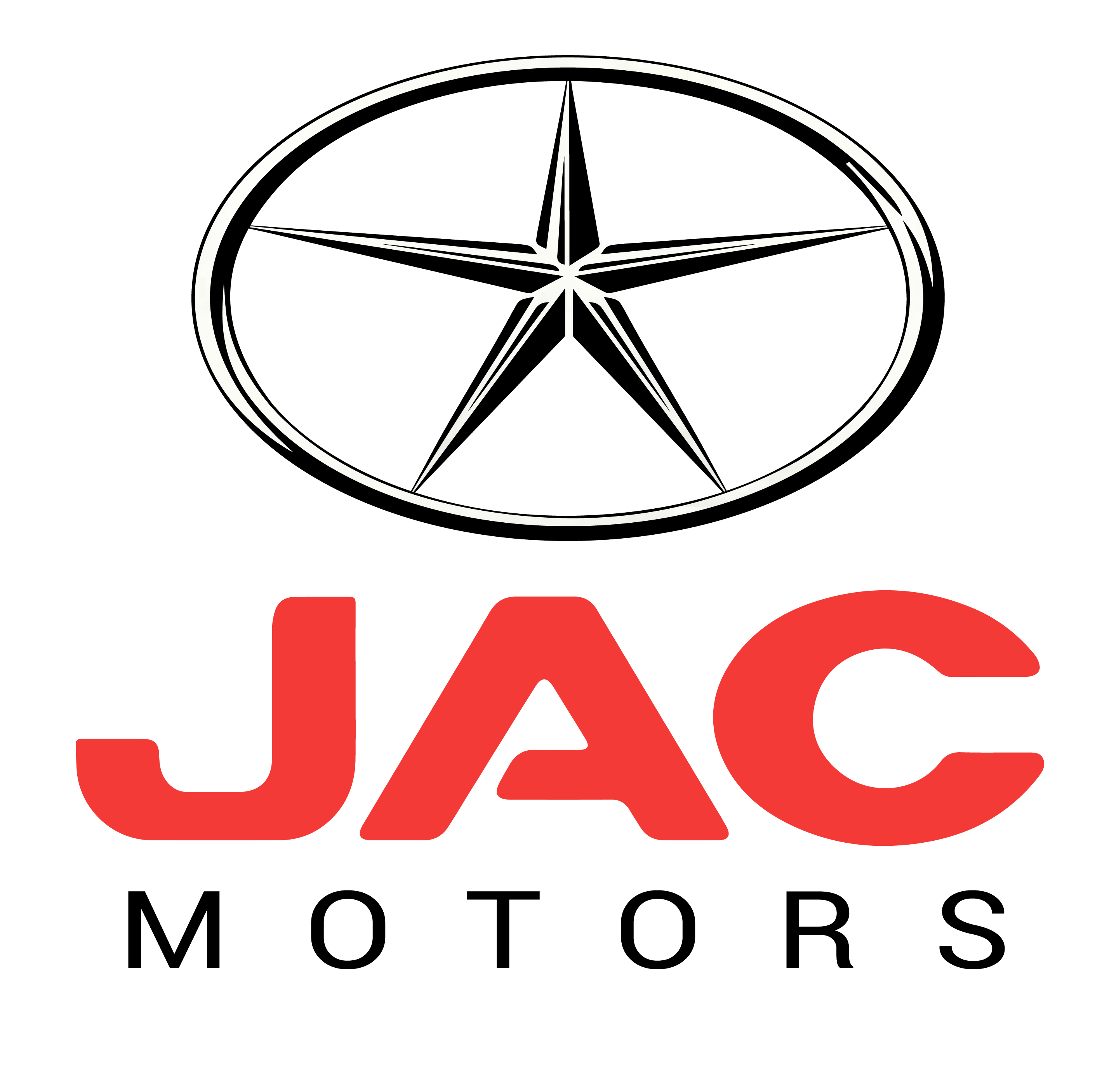
Logo utilizado en su línea de camiones y autobuses.